# Münchenreuth (Waldsassen)
Münchenreuth ist ein Gemeindeteil der Stadt Waldsassen im Landkreis Tirschenreuth und liegt am östlichen Südrand des Kohlwaldes im Oberpfälzer Stiftland.
Das Pfarrdorf ist Sitz der nördlichsten Pfarrei der Oberpfalz. Die weitbekannte Dreifaltigkeitskirche Kappl befindet sich auf der Gemarkung Münchenreuth in einem Kilometer Entfernung von der Ortschaft.
Die Gemeinde Münchenreuth mit den acht Orten Hundsbach, Kappel, Mitterhof, Münchenreuth, Naßgütl, Neusorg, Pechtnersreuth und Schottenhof und einer Fläche von etwa 1281 Hektar bestand bis zu ihrer Eingemeindung in die Stadt Waldsassen am 1. Juli 1972. Ihren höchsten Bevölkerungsstand hatte die Gemeinde im Jahr 1871 mit 571. Im Jahr 1970 lebten 199 Einwohner in Münchenreuth, zum Stand der Volkszählung am 25. Mai 1987 waren es 201.

## Baudenkmäler

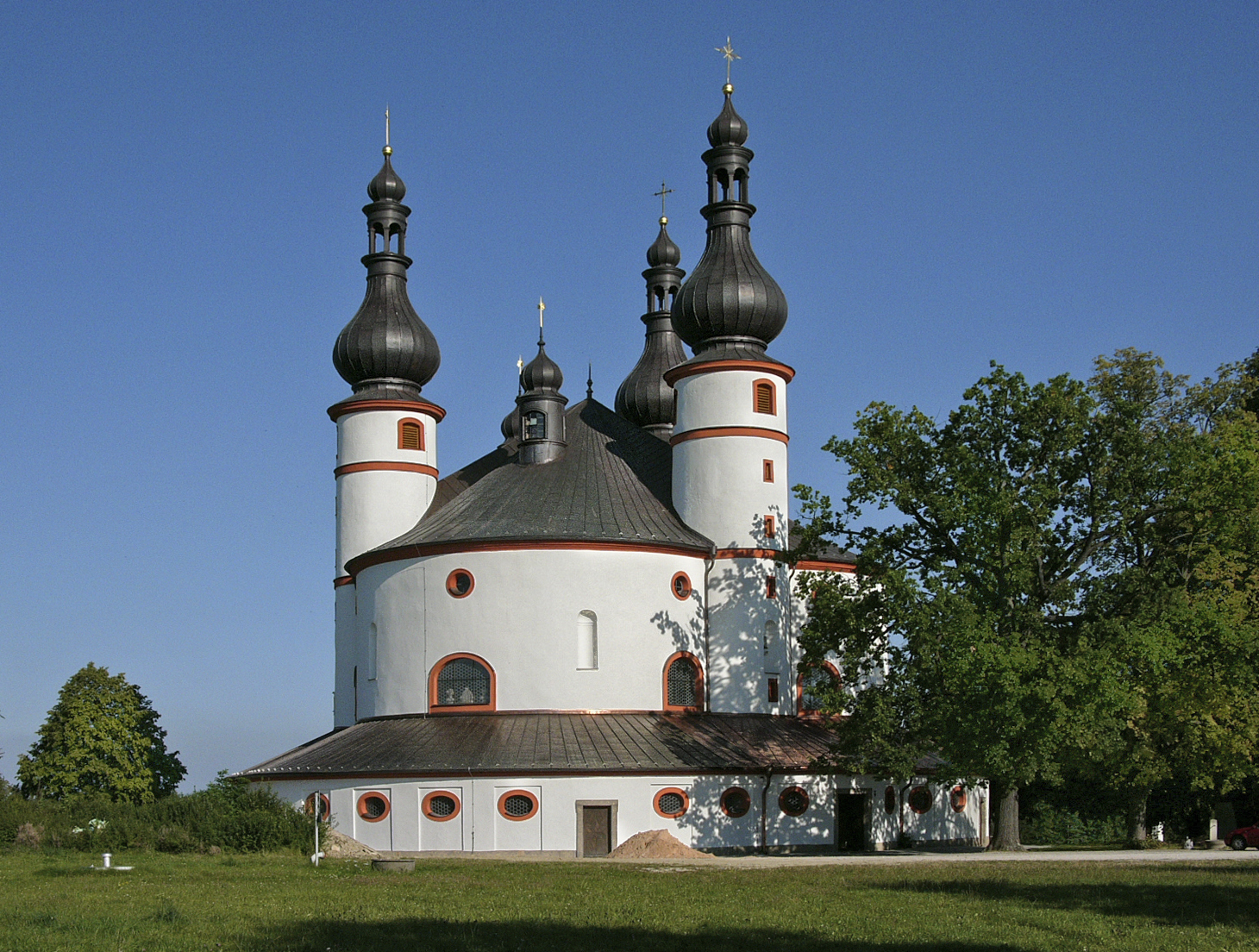
Die südwestlich von Münchenreuth gelegene Wallfahrtskirche „Kappl“

- Liste der Baudenkmäler in Münchenreuth